# Муравленко
Муравленко (рус. Муравленко) град је у Русији у Јамало-Ненецији. Према попису становништва из 2010. у граду је живело 33391 становника.

## Становништво
| 1989.  | 2002.  | 2010.  |
| ------ | ------ | ------ |
| 23.100 | 35.926 | 33.391 |